# NGC 2357
NGC 2357 este o galaxie spirală situată în constelația Gemenii. A fost descoperită în 6 februarie 1885 de către Édouard Stephan⁠(d). Se află la o distanță de 32,21 de megaparseci de Pământ.